# Stephen M. Veazey
Stephen Mark Veazey, född 1957, är en amerikansk religiös ledare. Han leder kyrkan Community of Christ med högkvarter i Independence, Missouri sedan 2005.
Veazey arbetade som präst i Fremont, Kalifornien 1982-1983. Han avlade 1985 sin master vid Park College (numera Park University).
W. Grant McMurray avgick 2004 som kyrkans ledare (Prophet-President). Veazey tillträdde som ledare följande år.